# Банти и Бабли
«Банти и Бабли» (англ. Bunty Aur Babli) — индийская криминальная комедия 2005 года, снятая в оригинале на языке хинди режиссёром Шаадом Али. Главные роли в фильме исполнили Абхишек Баччан, Рани Мукерджи и Амитабх Баччан.

## Сюжет
Главные герои, Вимми и Ракеш, выросли в бедности. У них у обоих есть мечты. Вимми (Рани Мукхереджи) с детства мечтает стать мисс Индия, но так как родители собрались выдать её замуж, она сбежала из дома в город на пробы. Ракеш (Абхишек Баччан) не хочет идти по стопам отца и строит бизнес-план, который он пытается реализовать, после того как сбежал из дома. Но по стечению обстоятельств, мечты героев рушатся столкнувшись с жесткой реальностью.
Встретившись на вокзале, главные герои решают отказаться от честного пути и добывать средства на жизнь мошенничеством. Взяв имена Банти и Бабли, они становятся первоклассными преступниками, способными любого обвести вокруг пальца. Между делом герои влюбляются друг в друга и женятся.
На Банти и Бабли начинает охоту комиссар, который решил упрятать их за решетку несмотря ни на что. Однако парочка и его оставляет в дураках. После появления сына, Банти и Бабли решают бросить кражи и зажить как порядочные граждане. Но на последнем мошенничестве их ловят…

## В ролях
- Амитабх Баччан — инспектор Дашрат Сингх
- Рани Мукхерджи — Вимми Салджа / Бабли
- Абхишек Баччан — Ракещ Триведи / Банти
- Радж Баббар — отец Банти
- Киран Джунея — мать Бабли
- Пунит Иссар — отец Бабли
- Пратима Казми — Пхулсакхи
- Санджай Мишра — К. К. Куреши
- Прем Чопра — дальнобойщик
- Раджеш Вивек — демонстрант
- Айшвария Рай — item-номер «Kajra Re»

## Саундтрек
Изначально музыку к фильму должен был написать А. Р. Рахман, но он отказался из-за плотного графика.
Вся музыка написана трио композиторов Шанкар-Эхсан-Лой.
| №  | Название          | Текст песни | Исполнители                                                                           | Длительность |
| -- | ----------------- | ----------- | ------------------------------------------------------------------------------------- | ------------ |
| 1. | «B N B»           | Blaaze      | Шанкар Махадеван, Blaaze, Лой Мендоса                                                 | 3:38         |
| 2. | «Bunty Aur Babli» | Гулзар      | Шанкар Махадеван, Сиддхарт Махадеван, Сукхвиндер Сингх, Джаспиндер Нарула             | 5:42         |
| 3. | «Chup Chup Ke»    | Гулзар      | Сону Нигам, Махалакшми Айер                                                           | 7:13         |
| 4. | «Dhadak Dhadak»   | Гулзар      | Удит Нараян, Сунидхи Чаухан, Нихира Джоши                                             | 6:33         |
| 5. | «Kajra Re»        | Гулзар      | Алиша Чинай, Шанкар Махадеван, Джавед Али                                             | 8:02         |
| 6. | «Nach Baliye»     | Гулзар      | Сукхвиндер Сингх, Джаспиндер Нарула, Шанкар Махадеван, Сиддхарт Махадеван, Саумия Рао | 6:02         |

## Награды
- Filmfare Award в номинации «Лучшая закадровая певица» — Алиша Чинай[2]
- Filmfare Award в номинации «Лучший композитор» — Шанкар-Эхсан-Лой[3]
- Filmfare Award в номинации «Лучший поэт-песенник» — Гулзар[3]
- Screen Award в номинации «Лучшая комедия»
- Премия международной академии кино Индии в номинации «Лучший композитор» — Шанкар-Эхсан-Лой[4]
- Премия международной академии кино Индии в номинации «Лучший поэт-песенник» — Гулзар[4]
- Премия международной академии кино Индии в номинации «Лучшая закадровая певица» — Алиша Чинай[4]
- Премия международной академии кино Индии в номинации «Лучшая хореография» — Вайбхави Мерчант[4]
- Zee Cine Award в номинации «Лучший композитор»
- Zee Cine Award в номинации «Лучший поэт-песенник»
- Star Guild Awards в номинации «Лучший композитор»
- Болливудская премия в номинации «Лучший композитор»
- Болливудская премия в номинации «Лучший комик»[5]